# AddThis
AddThis是由多姆·沃纳伯格（Dom Vonarburg）创立并由甲骨文公司拥有的一个社会性书签服务。它可以与网站进行整合，访客即可用它将网站上的某些内容通过其他网络服务收藏或分享，诸如Facebook、MySpace、Google书签、Twitter等。该服务曾经由AddThis，Inc.，AddThis，LLC和Clearspring公司等公司运营，直至该公司于2016年1月5日被甲骨文公司收购。
已於2023年5月31日終止服務。